# Luzzu (film)
Pour plus de détails, voir Fiche technique et Distribution.
Luzzu est un film maltais réalisé par Alex Camilleri, sorti en 2021.

## Synopsis
Jesmark pêche à bord du luzzu de sa famille. Mais face à la raréfaction du poisson et à la pêche industrielle, son mode de vie traditionnel est remis en question.

## Fiche technique
- Titre : Luzzu
- Réalisation : Alex Camilleri
- Scénario : Alex Camilleri
- Musique : Jon Natchez
- Photographie : Léo Lefèvre
- Montage : Alex Camilleri
- Production : Rebecca Anastasi, Ramin Bahrani, Alex Camilleri et Oliver Mallia
- Société de production : Luzzu, Maborosi Films, Noruz Films et Pellikola
- Société de distribution : Epicentre Films (France) et Kino Lorber (États-Unis)
- Pays :  Malte et  États-Unis
- Genre : Drame
- Durée : 94 minutes
- Dates de sortie : 
  - États-Unis : 29 janvier 2021 (Festival de Sundance)
  - France : 5 janvier 2022

## Distribution
- Jesmark Scicluna : Jesmark
- Marlene Schranz : la vieille femme
- David Scicluna : David
- Marta Vella : Mary Grace
- Timur Ali : Aiden
- Michela Farrugia : Denise
- Marcelle Theuma : le médecin
- Anthony Ellul : l'inspecteur
- Stephen Buhagiar : le patron
- Uday McLean : Uday

## Distinctions
Le film est la première soumission de Malte pour l'Oscar du meilleur film international.